# レンヌ第二大学
レンヌ第二大学（英語: Université Rennes 2 Haute Bretagne）は、レンヌに本部を置くフランスの公立大学。1810年創立、1969年大学設置。
レンヌ北西部の郊外ヴィルジャンに位置している。

## 学部
- スポーツ学部
- 外国語学部
- 人文科学部

## 大学院
- 社会科学
- スポーツ
- 外国語
- 人文科学

## 出身者
- ジャン＝イヴ・ル・ドリアン

## 教員
- ドミニック・フェルナンデス
- アンヌ・ガレタ
- ミラン・クンデラ
- マリオ・ソアレス